# Herburtowo
Herburtowo (prononciation : [xɛrburˈtɔvɔ]) est un  village polonais de la gmina de Wieleń dans le powiat de Czarnków-Trzcianka de la voïvodie de Grande-Pologne dans le centre-ouest de la Pologne.
Il se situe à environ 4 kilomètres à l'ouest de Wieleń (siège de la gmina), à 30 kilomètres à l'ouest de Czarnków (siège du powiat), et à 77 kilomètres au nord-ouest de Poznań (capitale de la Grande-Pologne).

## Histoire
De 1975 à 1998, le village faisait partie du territoire de la voïvodie de Piła.

Depuis 1999, Herburtowo est situé dans la voïvodie de Grande-Pologne.
Le village possède une population approximative de 300 habitants en 2006.